# Soneto 31
| «» Soneto 31 |
| --- |
| Thy bosom is endeared with all hearts, Which I by lacking have supposed dead; And there reigns Love, and all Love's loving parts, And all those friends which I thought buried. How many a holy and obsequious tear Hath dear religious love stol'n from mine eye, As interest of the dead, which now appear But things remov'd that hidden in thee lie! Thou art the grave where buried love doth live, Hung with the trophies of my lovers gone, Who all their parts of me to thee did give, That due of many now is thine alone: Their images I lov'd, I view in thee, And thou (all they) hast all the all of me. |
| –William Shakespeare |

Soneto 31 foi escrito por William Shakespeare e faz parte dos seus 154 sonetos. Assim como outros, este soneto é destinado a um jovem do sexo masculino.

## Traduções
Na tradução de Thereza Christina Rocque da Motta,
Teu peito contém todos os corações,
Que eu, por não os ter, supus mortos;
E onde reina o amor, e tudo o que o amor mais ama,
E todos os amigos que pensei jazidos.
Quantas lágrimas santas e obsequiosas
Roubaram o amor sagrado de meus olhos,
Como maldição dos mortos, que agora ressurge
Entre coisas invisíveis que em ti se ocultam!
Tu és a tumba onde o amor enterrado vive,
Preso aos trunfos dos amores que partiram,
Que entregaram a ti tudo que pertence a mim;
E, por isso, tudo agora é apenas teu:
Tudo que neles amei, eu vejo em ti,
E tu (todos eles) me tens em tudo o que sou.